# Amoureux solitaires
Amoureux solitaires es una canción del repertorio de Lio publicada en 1980. Es la adaptación de Lonely lovers del grupo de punk francés Stinky Toys, canción compuesta por Jacno con letra de Elli Medeiros. Las letras en francés son de Jacques Duvall.
El sencillo fue número uno en ventas en Francia durante seis semanas en 1980. Alcanzó igualmente el primer puesto en Italia donde fue el cuarto sencillo más vendido del año 1981 y quedó varias semanas en las listas de más vendidos en Austria, Alemania, Países Bajos y Bélgica.
La canción ha sido retomada por Hugh Coltman en el álbum Colores sobre París de Nueva Ola y por Étienne Daho en dúo con Calypso Valois, la hija de Jacno y de Elli Medeiros, en el álbum Jacno Futura.

## En el cine
- 2007 : Las Canciones de amor canción tarareada por Clotilde Hesme
- 2009 : Tricheuse - canción de apertura de la película
- 2016 : Sex Doll - canción tarareada por Hafsia Herzi.